# William M. Berlin
William Markle Berlin (* 29. März 1880 bei Delmont, Westmoreland County, Pennsylvania; † 14. Oktober 1962 in Greensburg, Pennsylvania) war ein US-amerikanischer Politiker. Zwischen 1933 und 1937 vertrat er den Bundesstaat Pennsylvania im US-Repräsentantenhaus.

## Werdegang
Der auf einer Farm geborene William Berlin besuchte die öffentlichen Schulen seiner Heimat und danach bis 1896 das Laird Institute in Murrysville. Seit 1916 lebte er in Greensburg, wo er im Autohandel tätig wurde. Außerdem war er im Öl-, Gas- und Kohlegeschäft engagiert. Politisch schloss er sich der Demokratischen Partei an. Im Jahr 1916 war er deren Bezirksvorsitzender im Westmoreland County.
Bei den Kongresswahlen des Jahres 1932 wurde Berlin im 28. Wahlbezirk von Pennsylvania in das US-Repräsentantenhaus in Washington, D.C. gewählt, wo er am 4. März 1933 die Nachfolge des Republikaners Thomas Cunningham Cochran antrat. Nach einer Wiederwahl konnte er bis zum 3. Januar 1937 zwei Legislaturperioden im Kongress absolvieren. Während dieser Zeit wurden dort die ersten New-Deal-Gesetze der Roosevelt-Regierung verabschiedet. 1935 wurden erstmals die Bestimmungen des 20. Verfassungszusatzes angewendet, wonach die Legislaturperiode des Kongresses jeweils am 3. Januar endet bzw. beginnt. In Berlins Zeit als Kongressabgeordneter fällt auch die Aufhebung des 18. Verfassungszusatzes aus dem Jahr 1919 durch den 21. Zusatzartikel. Dabei ging es um das Verbot des Handels mit alkoholischen Getränken.
Im Jahr 1936 wurde er von seiner Partei nicht mehr zur Wiederwahl nominiert. Zwischen 1937 und 1941 arbeitete er für die Gerichtsverwaltung im Westmoreland County. Danach war er in Pennsylvania und West Virginia im Kohlebergbau tätig. Im Juli 1944 nahm Berlin als Delegierter an der Democratic National Convention in Chicago teil, auf der Präsident Roosevelt zum vierten und letzten Mal als Präsidentschaftskandidat nominiert wurde. Danach wechselte er zu den Republikanern. 1950 strebte er erfolglos deren Nominierung für die Kongresswahlen an. Von 1957 bis 1961 war er stellvertretender Bibliothekar beim US-Repräsentantenhaus. Danach wurde er dort zum hauptverantwortlichen Bibliothekar (Librarian) befördert. Dieses Amt bekleidete er bis zu seinem Tod am 14. Oktober 1962 in Greensburg.